# 伯迪岩
伯迪岩（英語：Birdie Rocks），是南極洲的岩石，位於南喬治亞群島，處於貝格角和薩盧塔岩之間，在1929年由英國海軍繪入地圖，由英國海外領土管轄。